# Fraila Morada
Fraila Morada es una variedad cultivar de ciruelo (Prunus domestica), de las denominadas ciruelas europeas, una variedad de ciruela oriunda de la comunidad autónoma de Aragón, en la comarca de la Hoya de Huesca, provincia de Huesca. 
Fruta de tamaño muy variable desde mediano a grande, con piel de color violeta rojizo llegando a ponerse casi negro, no uniforme con zonas cobrizas o violeta claro y viéndose en varias ocasiones el color verde del fondo, punteado abundante menudo, blanquecino, y pulpa de color amarillo claro ambarino, transparente, a primera vista parece verdosa debido al color oscuro de la piel, textura medio firme, ligeramente crujiente, medianamente jugosa, y de sabor poco dulce, agradable.

## Historia
'Fraila Morada' variedad de ciruela local cuyos orígenes se sitúan en la zona de la comarca de la Hoya de Huesca, comunidad autónoma de Aragón, en la provincia de Huesca.
'Fraila Morada' está cultivada en el Banco de germoplasma de cultivos vivos de la Estación experimental Aula Dei de Zaragoza. Está considerada incluida en las variedades locales autóctonas muy antiguas, cuyo cultivo se centraba en comarcas muy definidas, que se caracterizan por su buena adaptación a sus ecosistemas, y podrían tener interés genético en virtud de su características organolepticas y resistencia a enfermedades, con vista a mejorar a otras variedades.

## Características
'Fraila Morada' árbol de porte extenso, vigoroso, erguido, muy fértil y resistente. Las flores deben aclararse mucho para que los frutos alcancen un calibre más grueso. Tiene un tiempo de floración que comienza a partir del 16 de abril con el 10% de floración, para el 20 de abril tiene una floración completa (80%), y para el 29 de abril tiene un 90% de caída de pétalos.
'Fraila Morada' tiene una talla de tamaño muy variable desde mediano a grande, de forma elíptica alargada, depresión bastante acusada en zona ventral junto a cavidad peduncular, dicha depresión sigue muy atenuada a lo largo de la línea de sutura desapareciendo totalmente en el polo
pistilar, gran parte de los frutos son dobles o provienen de flores dobles, teniendo en este caso la parte ventral hundida y son muy defectuosos, se describen solamente frutos normales, presentando sutura línea poco marcada, color violeta, perceptible a primera vista por estar recubierta de pruina, en una depresión bien marcada junto a cavidad peduncular, mucho más ligera en la parte central, y superficial en la zona pistilar;epidermis muy recubierta de pruina abundante, de distribución irregular, azulado-violácea, sin pubescencia, su piel de color violeta rojizo llegando a ponerse casi negro, no uniforme con zonas cobrizas o violeta claro y viéndose en varias ocasiones el color verde del fondo, punteado abundante menudo, blanquecino, con aureola violeta rojiza imperceptible en las zonas más oscuras; Pedúnculo de longitud medio o largo, fino, pubescente, fuertemente adherido a la carne, insertado en una cavidad peduncular de anchura media, muy poca profundidad, medianamente rebajado en la sutura, sin rebajar en el lado opuesto; pulpa amarillo claro ambarino, transparente, a primera vista parece verdosa debido al color oscuro de la piel, textura medio firme, ligeramente crujiente, medianamente jugosa, y de sabor poco dulce, agradable.
Hueso ligeramente adherente en zona ventral y caras laterales, mediano o grande, elíptico, surcos bien marcados, superficie ligeramente escabrosa.
Su tiempo de recogida de cosecha se inicia en su maduración durante la primera decena del mes de agosto.

## Usos
Las ciruelas 'Fraila Morada' se comen crudas de fruta fresca en mesa, y también se transforma en mermeladas, almíbar de frutas o compotas para su mejor aprovechamiento.

## Cultivo
Autofértil, es una muy buena variedad polinizadora de todos los demás ciruelos.